# Hans Matthöfer

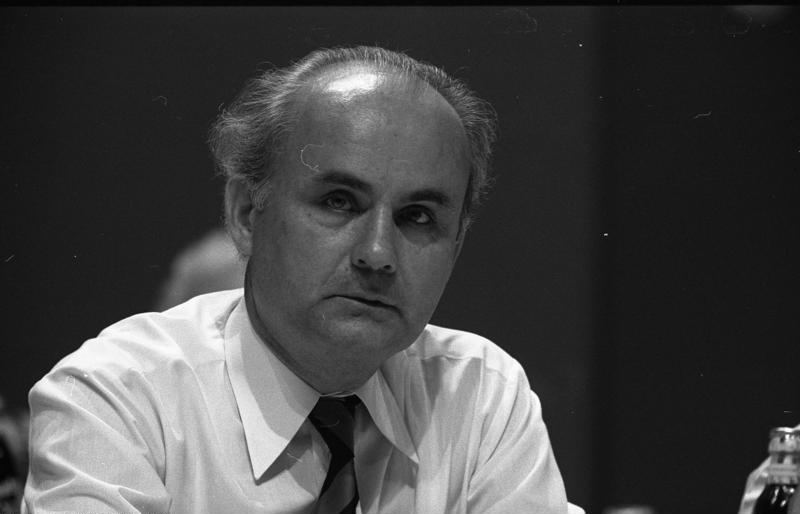
Bundesminister Hans Matthöfer auf dem SPD-Parteitag in Dortmund, 1976

Unterschrift von Hans Matthöfer

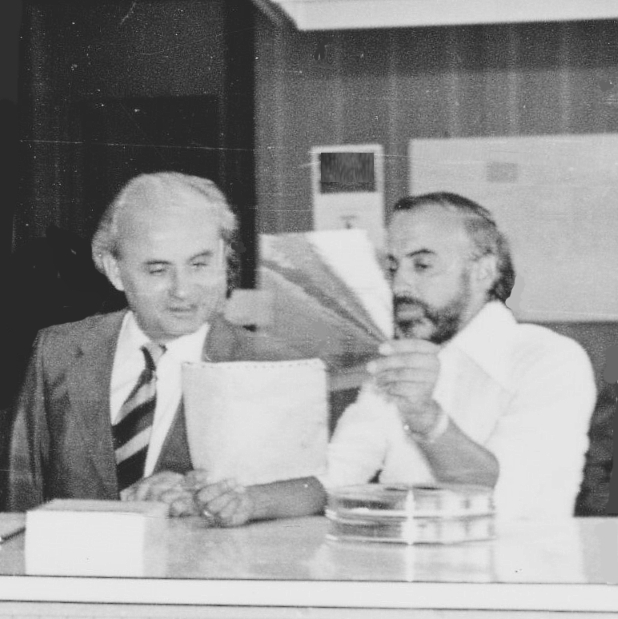
Forschungsminister Matthöfer im Rechenzentrum der Zentralstelle für maschinelle Dokumentation, 1975

Hans Hermann Matthöfer (* 25. September 1925 in Bochum; † 14. November 2009 in Berlin) war ein deutscher Politiker (SPD). Er war von 1974 bis 1978 Bundesminister für Forschung und Technologie, von 1978 bis 1982 Bundesminister der Finanzen und 1982 Bundesminister für das Post- und Fernmeldewesen.

## Leben

### Herkunft und Ausbildung
Matthöfer war der Sohn eines ungelernten Arbeiters, der wegen eines Arbeitsunfalles seine Lehre abbrechen musste. Seine Mutter war dem katholischen Milieu nur locker verbunden. Nach dem Besuch der Volksschule von 1932 bis 1940 absolvierte er von 1940 bis 1942 eine Ausbildung an einer Handelsschule. Er war Mitglied der Hitler-Jugend und bis zum Alter von 16 Jahren im Boxsport aktiv. 1942 begann er eine kaufmännische Lehre beim Eisen- und Hüttenwerk in Bochum, die aufgrund des Krieges unterbrochen wurde. Matthöfer nahm von 1943 bis 1945 als Soldat am Zweiten Weltkrieg teil. Nach dem Krieg setzte der die Lehre fort, wurde 1946 Mitglied der IG Metall und bestand 1946 die Dolmetscher-Prüfung für Englisch. 1948 begann er nach einer Zulassungsprüfung ein Studium der Wirtschafts- und Sozialwissenschaften in Frankfurt am Main und Madison (Wisconsin), USA, welches er 1953 als Diplom-Volkswirt beendete.
Während seines Studiums in den USA war er durch seinen Lehrer Jack Barbash mit den Ideen und der Praxis der betriebsnahen Gewerkschaftsarbeit (workplace unionism) vertraut gemacht worden, die er bei seiner späteren Tätigkeit bei der IG Metall zu nutzen verstand.

### Frühe Laufbahn
Er war bis 1957 in der Abteilung Wirtschaft beim Vorstand der IG Metall tätig. Danach arbeitete er als Gewerkschaftsattaché bis 1961 für die Organization for European Economic Cooperation (OEEC) in Washington, D.C. und Paris.
Ab Oktober 1960 bis August 1972 leitete er die Bildungsabteilung beim Vorstand der IG Metall. Dort war er an der Entwicklung und Erprobung der betriebsnahen Bildungsarbeit und betriebsnahen Tarifpolitik beteiligt. In der ersten Hälfte der 1960er Jahre leitete er die Ford-Aktion, eine in Kooperation mit Frankfurter Industriesoziologen durchgeführte Schwerpunktaktion zur Verbesserung der gewerkschaftlichen Präsenz in dem damals nicht tarifgebundenen und weitgehend gewerkschaftsfreien Autokonzern.

### Späte Laufbahn
Von 1987 bis 1997 war er Vorsitzender des Vorstandes der gewerkschaftlichen Vermögensholding BGAG und in dieser Funktion von 1986 bis 1997 auch Vorsitzender des Aufsichtsrats der ING-DiBa, die als Bank für Sparanlagen und Vermögensbildung AG (BSV) bzw. ab 1994 als Allgemeine Deutsche Direktbank im Besitz der Gewerkschaftsholding war.

### Familie
Hans Matthöfer starb am 14. November 2009 im Alter von 84 Jahren nach schwerer Krankheit. Er war mit Traute Matthöfer geb. Mecklenburg (1923–2008) verheiratet.

## Politische Tätigkeiten
Seit 1950 war Matthöfer Mitglied der SPD. Von 1973 bis 1984 gehörte er dem SPD-Parteivorstand an. Von 1985 bis 1987 war er Bundesschatzmeister der SPD. Von 1961 bis 1987 war er Mitglied des Deutschen Bundestages. Nach der Bundestagswahl 1972 wurde er als Parlamentarischer Staatssekretär beim Bundesminister für wirtschaftliche Zusammenarbeit in die von Bundeskanzler Willy Brandt geführte Bundesregierung berufen. Nach dem Rücktritt von Willy Brandt übernahm er in der von Helmut Schmidt geleiteten Bundesregierung 1974 die Leitung des Bundesministeriums für Forschung und Technologie. Bei der Kabinettsumbildung im Frühjahr 1978 wurde Matthöfer zum Bundesminister der Finanzen ernannt.
Im Frühjahr 1982 verzichtete Matthöfer auf sein Amt und wurde stattdessen bei einer Kabinettsumbildung am 28. April 1982 zum Bundesminister für das Post- und Fernmeldewesen ernannt. Offiziell zog er sich als Finanzminister aus gesundheitlichen Gründen zurück. Laut eigener späterer Aussage aber auch deswegen, weil er den damaligen Kurs der sozialliberalen Koalition als Finanzminister nicht mittragen wollte. Konkret wird die Ablehnung seines „Ölpapiers“ (s. Abschnitt Finanzpolitik), auch von Kanzler Schmidt, als mit ausschlaggebend betrachtet. Mit der Wahl von Helmut Kohl zum Bundeskanzler schied Matthöfer am 1. Oktober 1982 aus der Bundesregierung aus.

### Notstandsgesetze
Matthöfer war in den 1960er Jahren einer der Wortführer der Gruppe der Gegner der Notstandsgesetze innerhalb der SPD. So war er 1961/62 Teil einer Notstandskommission, in der Befürworter und Gegner Mitglied waren. Im Jahr 1968, als das Gesetzespaket schließlich im Bundestag verabschiedet wurde, war es Matthöfer, der innerhalb der SPD-Bundestagsfraktion die Gegenpositionen zum Gesetzesvorhaben vorgelegt hatte, in einer Abstimmung aber knapp den Befürwortern unterlag.

### Engagement für Spanien und Lateinamerika
Als Bürger, Gewerkschafter und Politiker engagierte sich Matthöfer seit 1953 für die Sozialdemokratie in Spanien. 1970 gründete er in Frankfurt am Main die Monatszeitschrift Exprès Espanol, die sich  mit einer Auflage von 180.000 Exemplaren an die in der Bundesrepublik lebenden Spanier wandte. Nach der Einführung der Pressefreiheit in Spanien stellte das von Matthöfer und seiner Frau Traute finanzierte Blatt sein Erscheinen ein.
Sowohl als Parlamentarischer Staatssekretär im BMZ als auch als Forschungs- und Finanzminister machte Matthöfer sich ferner um gute Beziehungen zum demokratischen Lateinamerika verdient. Viel Wirbel verursachte der Forschungsminister, als er 1975 die chilenische Militärjunta als „Mörderbande“ bezeichnete, wofür er von der Opposition, aber auch parteiintern, teils heftig kritisiert wurde.

### Energiepolitik

#### Kernkraft
Matthöfer war in seiner Zeit als Forschungsminister Förderer der Atomenergie. Nach den Unruhen anlässlich der Besetzung des AKW-Bauplatzes bei Wyhl im Breisgau ab dem 18. Februar 1975 machte er am 6. März das Angebot eines „vertrauensvollen Dialogs mit dem mündigen Bürger“ und willigte konkret als Reaktion auf den unbefristeten Hungerstreik des Tübinger Lehrers Hartmut Gründler im Juli 1975 in den sogenannten Bürgerdialog Kernenergie mit etwa zehn öffentlichen seminaristischen Diskussionen ein, in der Erwartung, so die Bedenken gegen die Atomenergienutzung zerstreuen zu können. Der Auftakt war ein über drei Stunden langes Gespräch zwischen ihm und 21 Sprechern von Bürgerinitiativen am 22. Juli 1975 in Bonn. Im Juni 1976 erwies sich der Bürgerdialog aus der Sicht der ohnehin skeptischen AKW-Gegner als gescheitert, als er Hartmut Gründler gegenüber brieflich die Unverbindlichkeit des Bürgerdialogs einräumte. Im Vorfeld einer energiepolitischen Fachkonferenz der SPD zum Thema Kernenergie legte Matthöfer im Frühjahr 1977 einen 300-seitigen Diskussionsleitfaden Kernenergie vor.

#### Fernwärme
In seiner Zeit als Forschungsminister plante Matthöfer einen starken Ausbau der Fernwärme. Dieser sollte insbesondere auf der Nutzung der Abwärme von Kohlekraftwerken basieren. Ziel war die Verringerung der Abhängigkeit von Öl-Importen. Als Finanzminister kürzte Matthöfer später das entsprechende Förderprogramm auf ein Minimum.

### Finanzpolitik

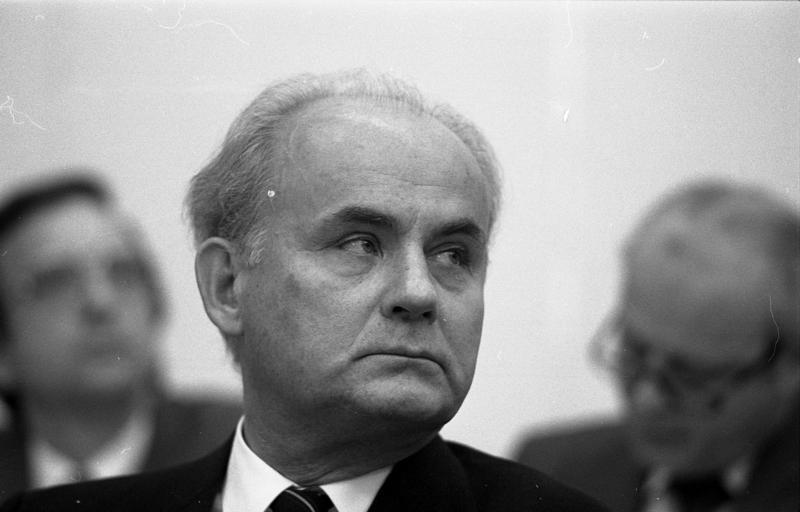
Hans Matthöfer, Bundesratssitzung im Juni 1981

Als Finanzminister rückte Matthöfer stärker von linken Positionen ab. In seiner Amtszeit ab 1978 versuchte er, die Staatsschulden zurückzufahren, ohne das Wirtschaftswachstum dabei zu gefährden. Dabei legte er sich mit der eigenen Fraktion an und warnte davor, die wachsende Arbeitslosigkeit über höhere Staatsausgaben zu bekämpfen. Rückhalt für seine Politik erfuhr er aber von Kanzler Schmidt. Indes wurde ihm von der Opposition vorgehalten und auch von den Medien kritisch begleitet, dass der Bund sich dennoch jährlich neu verschuldete. Mit dem Vorschlag einer Erhöhung der Mineralölsteuer scheiterte er am Widerstand der SPD.

### Weitere politische Themenfelder
Das Modellprojekt Forschung zur Humanisierung des Arbeitslebens, für das er einen Projektträger unter Willi Pöhler installierte, trug seine Handschrift.

## Sonstiges
Den in der Flick-Affäre entstandenen Verdacht der Vorteilsannahme konnte Matthöfer vollständig entkräften.
Am 19. Februar 1982 erregte er in der Fernsehsendung 3 nach 9 Aufsehen, in der unter anderem mit Fritz Teufel über gutes Benehmen diskutiert wurde. Im Gespräch mit dem Moderator zog Teufel eine Wasserpistole und bespritzte den Minister mit blauer Tinte. Matthöfer reagierte, indem er ihm ein Glas Rotwein auf das Hemd goss. Nachdem er erkannt hatte, dass es sich um Zaubertinte gehandelt hatte, deren Flecken wieder verschwanden, entschuldigte er sich für diese Revanche.
1986 übernahm Matthöfer auf Wunsch des DGB den Vorstandsvorsitz der vom Skandal um die Neue Heimat geschüttelten Gewerkschaftsholding BGAG, die er bis zu seinem Eintritt in den Ruhestand im Jahr 1997 erfolgreich führte. Danach bewältigte er die von den Gewerkschaften gewünschten Strukturreformen durch Veräußerung entbehrlicher Konzernteile ebenso wie den sogenannten Coop-Skandal, den er von seinen Vorgängern übernommen hatte. Nachhaltige Erfolge erzielte Matthöfer mit der Durchsetzung der Restitutionsansprüche der Gewerkschaften auf das gewerkschaftliche Wohnungsvermögen der Weimarer Zeit, das in der DDR nochmals enteignet worden war.
Im Frühjahr 2011 wurde durch eine WDR-Dokumentation bekannt, dass Matthöfer und das Bundesfinanzministerium jahrelang den Tankstellenbetreiber Erhard Goldbach gedeckt und vor Verfolgung durch die Finanzbehörden geschützt haben sollen; Goldbach hatte insgesamt etwa 345 Millionen DM Steuern hinterzogen.

## Auszeichnungen

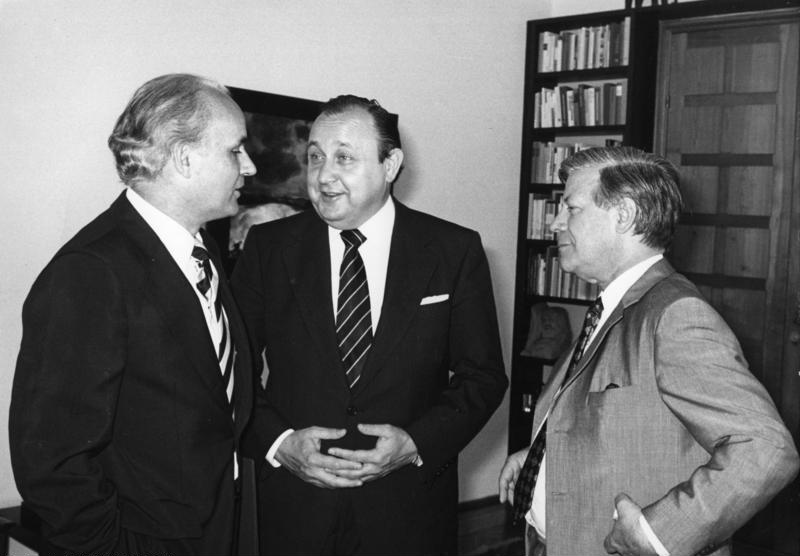
Verleihung des Bundesverdienstkreuzes an Hans Matthöfer (1978)

- 1978: Großes Verdienstkreuz (1976) mit Stern und Schulterband der Bundesrepublik Deutschland[14]
- 1982: Großkreuz des Bundesverdienstkreuzes
- 1984: Großkreuz Orden del Mérito Civil  (Spanien)
- 1985: Gran Maestre de la Orden del Mayo al Mérito (Argentinien)
- 1992: Großkreuz des Ordens Bernardo O’Higgins (Chile)
- 2002: Wilhelm-Leuschner-Medaille des Bundeslandes Hessen

## Veröffentlichungen
- Streiks und streikähnliche Formen des Kampfes der Arbeitnehmer im Kapitalismus, in: Dieter Schneider (Hrsg.), Zur Theorie und Praxis des Streiks, Frankfurt/Main 1971, S. 155–209.
- Internationale Kapitalkonzentration und Gewerkschaftsbewegung, in: Gewerkschaftliche Monatshefte, Ausgabe 08/1971 (online, Friedrich-Ebert-Stiftung).
- Humanisierung der Arbeit und Produktivität in der Industriegesellschaft. Europäische Verlagsanstalt, Köln 1977.
- Aus dem Kohlenpott in den Bundestag: meine Jahre von 1925 bis 1961. Kronberg im Taunus 2006.
- Agenda 2000 – Vorschläge zur Wirtschaft- und Gesellschaftspolitik, Bonn 1983.

## Hans-Matthöfer-Preis für Wirtschaftspublizistik
Die Hans-und-Traute-Matthöfer-Stiftung in der Friedrich-Ebert-Stiftung vergibt seit 2015 einen Hans-Matthöfer-Preis für Wirtschaftspublizistik.
Preisträger:
- 2015: Mark Blyth
- 2016: Mariana Mazzucato
- 2017: Oliver Nachtwey
- 2018: Branko Milanović
- 2019: Adam Tooze und Harald Schumann/Elisa Simantke
- 2020: Julie Froud, Michael Moran, Sukhdev Johal, Angelo Salento und Karel Williams, Mitglieder des Foundational Economy Collective, für ihr Buch „Die Ökonomie des Alltagslebens – Für eine neue Infrastrukturpolitik“, Suhrkamp Verlag, Berlin 2019 sowie Hubertus Bardt, Sebastian Dullien, Michael Hüther und Katja Rietzler für ihren gemeinsamen Artikel „Für eine solide Finanzpolitik: Investitionen ermöglichen!“[16]
- 2024: Isabella M. Weber[17]